# USS Kalk (DD-611)
USS Kalk (DD-611) – niszczyciel typu Benson. Został odznaczony ośmioma battle star za służbę w czasie II wojny światowej i został nazwany na cześć porucznika Stantona Fredericka Kalka.

## Historia
Po próbach stoczniowych i próbnym rejsie wzdłuż wybrzeża Kalifornii opuścił San Francisco i pełnił służbę patrolową i eskortową na Aleutach, by na początku marca 1943 powrócić do San Francisco.
7 kwietnia 1943 wypłynął przez Kanał Panamski do Nowego Jorku skąd do 6 grudnia 1943 ekortował trzy konwoje do Afryki Północnej. Po remoncie w Nowym Jorku i Bostonie przez Norfolk został skierowany ponownie na Pacyfik. 
Po wsparciu artyleryjskim 27 maja lądowania na wyspie Biak nadal prowadził działalność patrolową w jej rejonie. Podczas jednego z nich, 12 czerwca, został trafiony bombą podczas ataku lotniczego. Zginęło 70 członków załogi. Część rannych na noszach przeniesiono na pokład kutra torpedowego PT-194 i ewakuowano. Był jedynym okrętem poważnie uszkodzonym podczas dwutygodniowych japońskich ataków lotniczych w okolicy Biak. 
Po prowizorycznych naprawach w Hollandii na Nowej Gwinei dotarł 31 lipca do San Francisco, gdzie dokonano gruntownej naprawy i jednocześnie przebudowy okrętu. Następnie okręt został skierowany na atol Ulithi, dokąd przybył 26 listopada 1944 i wznowił służbę na zachodnim Pacyfiku. Osłaniania głównie statki zaopatrzeniowe między Ulithi a Okinawą, podczas patroli zniszczył wiele japońskich min. 15 sierpnia, płynął z Okinawy do Ulithi.
Po wycofaniu ze służby w 1946 został skierowany do Atlantic Reserve Fleet w Orange. W czerwcu 1968 USS "Kalk" został wykreślony z Rejestru Okrętów Marynarki Wojennej (Naval Vessel Register) i następnie w marcu 1969 zatopiony jako okręt cel.